# Ballerine alla sbarra
Ballerine alla sbarra è un dipinto a olio su tela (130x96,5 cm) realizzato nel 1900 circa dal pittore francese Edgar Degas. Fa parte della Phillips Collection di Washington.
La pittura è stesa a macchie di colore, secondo la tecnica impressionista.